# Leonor Areal
Leonor Areal e Silva Calvet da Costa, meist nur kurz Leonor Areal  (* 1961 in Lissabon), ist eine portugiesische Filmwissenschaftlerin und Dokumentarfilmerin.

## Werdegang
Als Schülerin gewann Areal im Alter von acht Jahren einen Nachwuchs-Schriftstellerwettbewerb, mit dessen Preisgeld sie neben einem Fahrrad auch ihren ersten Fotoapparat kaufte. Später studierte sie zunächst Literatur, wandte sich dann aber dem Dokumentarfilm zu. Ihr zweiter Film Há Drama na Escola von 1993 wurde beim 5. internationalen Dokumentarfilmtreffen Amascultura ausgezeichnet und brachte ihr ein Stipendium an der New York Film Academy ein.
Areal promovierte in Kommunikationswissenschaften an der Neuen Universität Lissabon, mit ihrer filmhistorischen Arbeit Um País Imaginado - Ficções do real no cinema português (portugiesisch für: „Ein imaginiertes Land - Fiktionen des Realen im portugiesischen Film“).
Sie ist Autorin einer 1997 erschienenen CD-ROM namens MultiPessoa, eine Datenbank mit dem vollständigen Werk Fernando Pessoas, die seit 2008 auf der Website www.arquivopessoa.net allen Interessierten offen steht.
1999 erschien ihr Dokumentarfilm, Geração Feliz, über die Straßentheater-Gruppe Os Felizes da Fé, die mit Streethappenings für Aufsehen sorgte, bevor sie plötzlich verschwand. Es folgten weitere Dokumentarfilme, insbesondere 2006 Fora da Lei. Die Dokumentation über ein lesbisches Paar mit Kind erhielt beim Doclisboa 2006 eine Auszeichnung und erschien 2008 als DVD bei Midas Filmes.
Ausgehend von ihrer Doktorarbeit, erschien 2011 ein erweitertes zweibändiges Werk über das portugiesische Kino. Danach untersuchte sie die Geschichte der Filmzensur in Portugal. 2017 erschien als erstes Ergebnis ein neuer Dokumentarfilm, Nasci com a Trovoada: Autobiografia póstuma de um cineasta. Das für die portugiesischen CinEuphoria-Filmpreise 2018 als bester portugiesischer Dokumentarfilm nominierte Werk beschäftigt sich mit dem neorealistisch orientierten portugiesischen Regisseur Manuel Guimarães, dessen Werk stark unter der Zensur der Estado-Novo-Diktatur gelitten hat.
Seit 2011 ist sie Lehrerin im Fachbereich für Kunst und Design am Instituto Politécnico de Leiria, einer Fachhochschule in Leiria.

## Filmografie
- 1991: Da Terra à Pedra
- 1993: Há Drama na Escola
- 1995: Gameboy
- 1999: The End
- 1999: Geração Feliz
- 2000: Ilusíada
- 2002: Ilusíada - a minha vida dava um filme
- 2003: O Coro
- 2004: A Guerra no Iraque
- 2005: Ópera Aberta
- 2005: Doutor Estranho Amor
- 2006: Fora da Lei
- 2017: Nasci com a Trovoada: Autobiografia póstuma de um cineasta

## Schriften (Auswahl)
- Cinema Português. Um País Imaginado, vol. I. – Antes de 1974. Edições 70, Lissabon 2011 (ISBN 978-972-44-1671-7).
- Cinema Português. Um País Imaginado, vol. II – Após 1974.  Edições 70, Lissabon 2011 (ISBN 978-972-44-1672-4).
- Manuel Guimarães, sonhador indómito, 2011